# دروساتون (كيلكيس)
دروساتون (Δροσάτον) هي مدينة في كيلكيس في مقاطعة فوريا إلادا في اليونان.
يبلغ عدد سكانها حوالي 1109 نسمة.